# Каймак

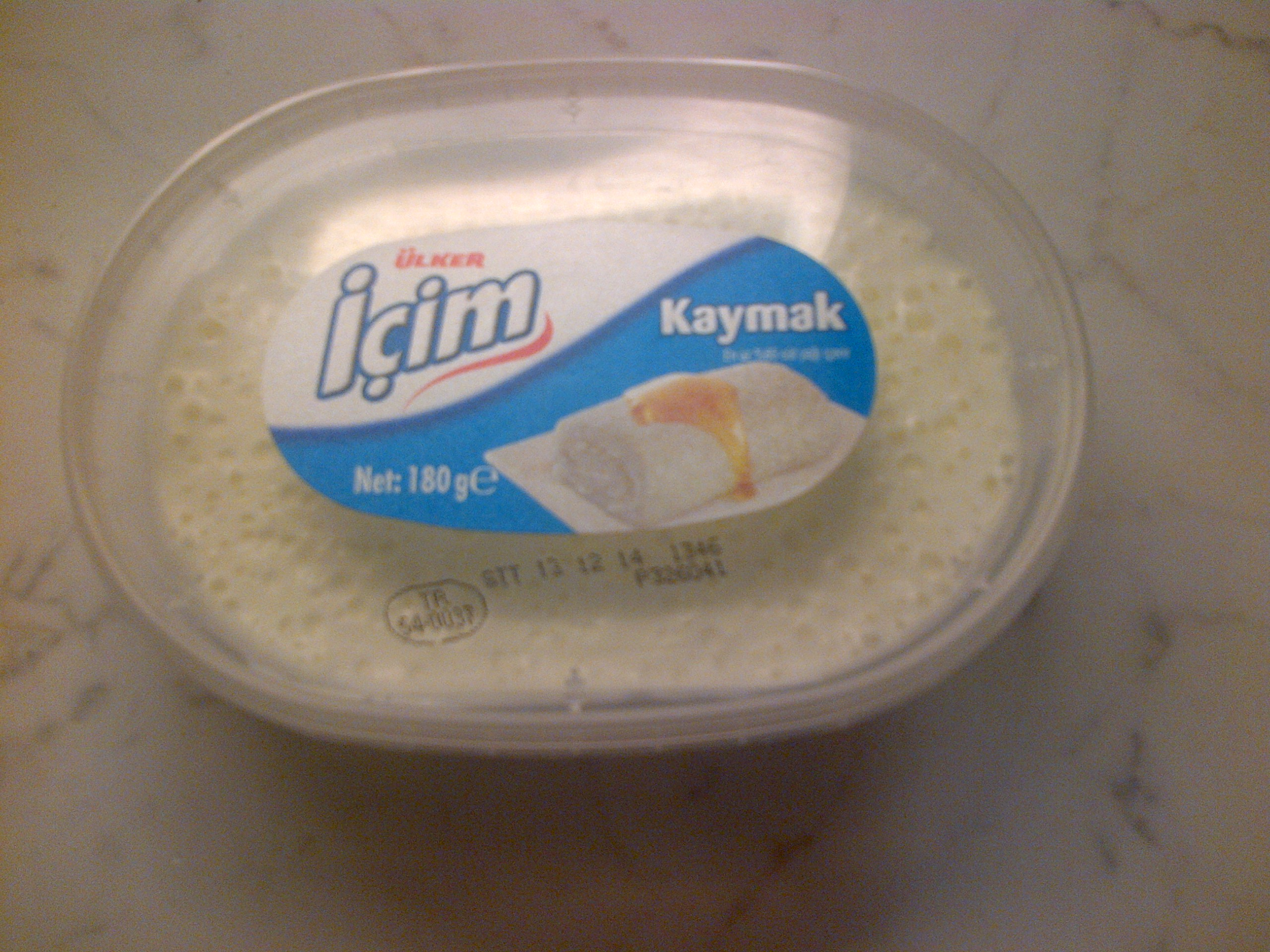
Турецький каймак

Кайма́к — кисломолочний продукт, подібний до сметани, виготовлений з молока буйволів, корів, овець або кіз у Центральній Азії, деяких балканських країнах, деяких країнах Кавказу, Ірані, Іраку, тюркських регіонах, Приазов'ї.

## Етимологія
Слово каймак має середньоазійське тюркське походження, можливо, утворене від дієслова каймак, що означає розплавлення та лиття металу в тюркській мові. Перші письмові записи про слово каймак містяться у відомій книзі тюркського філолога Махмуда аль-Кашгарі, Діван Лугат аль-Турк. Слово зустрічається як kaylgmak в монгольській, і з невеликими варіаціями в тюркських мовах, як qaymaq в азербайджанській мові, qaymoq в узбецькій, қаймақ в казахській та шорській, каймак в киргизькій, kaymak в турецькій, gaýmak в туркменській, კაიმაღი (kaimaghi) у грузинській та καϊμάκι (kaïmáki) у грецькій мові.

## Технологія приготування каймаку
У Татарстані та Башкирії каймаком називають звичайну сметану, зняту вручну з кисляку через 2—3 дні або перегнану сепаратором.
У кухні греків Приазов'я каймак (або хаймах) належить до ласощів. Каймаком звуться пінки, зняті з пряженого молока і складені гіркою. Часто каймак подавали на весільний стіл.
В Узбекистані каймак відрізняється від сметани. Для його виготовлення з незбираного молока через 12—15 годин знімають вершки в окремий посуд, ставлять у тінь при температурі 30—35°С, що можливо, звичайно, тільки в умовах Середньої Азії. Вершки збираються в цей посуд протягом 2—3 днів, що створює особливі умови для бродіння — до кислого середовища весь час додаються нові, свіжі, жирні вершки. Коли вершків буде зібрано достатньо, їх збивають і протягом 1—2 хв тримають над вогнем, але так, щоб полум'я не торкалося посуду, потім різко охолоджують ємність, ставлячи її в холодну воду або холодильник. Готовий каймак повинен бути густим, темно-кремового, трохи жовтуватого кольору.
У Таджикистані такий каймак має назву «ргавгані маска́», тоді як каймаком там і в Азербайджані називають дещо інший молочний виріб, що являє собою зняту вершкову піну. Готують каймак по-таджицьки і по-азербайджанськи так: свіже незбиране молоко звечора злегка кип'ятять 1—2 хв, накривають кришкою, закутують рушником і ставлять в прохолодне місце, не струшуючи. Вранці або через добу обережно знімають пінки разом з вершками в окремий посуд. Так повторюють 2—3 дні, протягом яких пінку зберігають у прохолодному місці в закритому вигляді. В результаті одержують густі вершки з набряклими прошарками плівок, жирні, ніжні й дуже приємні на смак. Такий каймак в Таджикистані і Азербайджані вживають з гарячими коржами.
За рецептами греків Приазов'я 15—20 літрів молока, витриманого в чавунній ємності («лопач» або «казан»), доводили до кипіння й на повільному вогні млоїли близько п'ятнадцяти годин (з перервою на п'ятій годині) протягом двох діб. Після цього на поверхні молока з'являвся шар в 1,5—2 см, який і називався каймаком. Цей продукт готовий до вживання. Для більш товстого шару в молоко додають сметану. У сучасному побуті греків Приазов'я каймаком зветься також пінка на стандартній порції густого пряженого молока — ар'яні (зазвичай це одна склянка). Ар'ян, увінчаний каймаком, подається разом з чир-чирами (місцевим різновидом чебуреків) або вживається як самостійна страва.